# Morais (futebolista)
Manoel Morais Amorim (Maceió, 17 de julho de 1984) é um futebolista brasileiro que atua como meio-campista. Atualmente joga no Murici.
É o único jogador a ter atuado com três grandes craques do futebol brasileiro em clubes: jogou com Romário no Vasco da Gama, com Ronaldo no Corinthians e com Ronaldinho Gaúcho no Atlético Mineiro.

## Carreira

### Início
Nascido em 1984, Morais chegou a atuar nas categorias de base do CRB antes de migrar para o Vasco da Gama. O meio-campista fez parte da chamada 'Geração 84', time vascaíno das categorias de base com garotos nascidos naquele ano que ficou quatro anos sem perder nenhuma decisão. Desta geração, além de Morais, se profissionalizaram Alberoni, Wescley, Ygor, Claudemir e Anderson, dentre outros. Pelos resultados dentro de campo, era esperado muito de tais jogadores; contudo, apenas o alagoano conseguiu se destacar no futebol profissional.

### Vasco da Gama
Em 2001, ainda no juvenil, Morais passou a treinar com os profissionais por ordem do então técnico do Vasco, Hélio dos Anjos, que afirmava que o garoto viria a se tornar um craque. Em 2002, o jogador foi introduzido de forma definitiva ao elenco profissional. Sua primeira partida foi em 5 de junho, numa derrota do Vasco para o Americano por 4 a 3 em São Januário. Essa foi sua única partida oficial naquele ano.
Já em seu segundo ano como profissional, foi campeão carioca; contudo, ficou no banco em todas os jogos. Morais começou a entrar no time no Campeonato Brasileiro daquele ano. Em seu terceiro jogo como profissional, na partida contra o Atlético Mineiro, o jogador teve atuação destacada, sofrendo um pênalti que resultou no empate vascaíno. A boa atuação lhe deu a titularidade no jogo seguinte, contra o Juventude, o seu primeiro como titular.

### Empréstimo ao Atlético-PR
Ficou no Vasco até 2004, quando se transferiu para o Atlético Paranaense por empréstimo. Sua estreia pelo clube foi no 13 de julho de 2004, na goleada do Atlético de 6 a 0 sobre o Goiás. Por lá foi campeão paranaense em 2005.

### Retorno ao Vasco
Retornou ao Vasco no segundo semestre do mesmo ano para a disputa do Campeonato Brasileiro.
Iniciou bem o ano de 2006, sendo titular e marcando na vitória por 3 a 1 contra o Madureira, no dia 15 de janeiro, em jogo válido pelo Campeonato Carioca.
No início de 2007, o jogador recebeu uma proposta do Red Bull Salzburg, da Áustria, mas que recusou por não ser de um centro importante. Pouco tempo depois, surgiram notícias de que o jogador interessava ao Porto, de Portugal, e ao Boca Juniors, da Argentina, mas o meia acabou renovando seu contrato com o Vasco até 2011, pondo fim aos rumores de uma possível transferência. Ainda em 2007, recebeu outra proposta para mudar de clube. O Dínamo de Zagreb oficializou uma proposta pelo jogador, mesmo sabendo da existência de um contrato em vigor. O jogador recusou a proposta pelo mesmo motivou que recusou a proposta do Red Bull Salzburg: não se tratava de um grande centro.
No dia 3 de junho de 2007, num jogo entre Vasco e Fluminense, no Maracanã, válido pelo Campeonato Brasileiro, Morais agravou uma lesão na zona do púbis que já tinha há meses e que desta vez o deixou afastado dos jogos por mais de 160 dias. O jogador voltou a disputar uma partida pelo Vasco no dia 11 de novembro, quando entrou aos 76 minutos no jogo contra o Figueirense. No jogo seguinte, contra o Corinthians, o meia entrou em campo como titular.
No começo de 2008, após o torneio de Dubai, Morais novamente foi sondado, desta vez pelo Hamburgo, da Alemanha, após chamar a atenção no jogo contra a equipe no torneio. Porém, mais uma vez, a proposta foi recusado pelo jogador, afirmando "saber de sua responsabilidade com o clube".
Com a volta ao elenco do ídolo cruzmaltino Edmundo, Morais perdeu a camisa 10. Com isso, passou a usar o número 98, em homenagem aos dez anos da conquista vascaína da Copa Libertadores da América.
No jogo contra o Bragantino, pela Copa do Brasil, o jogador aplicou um diferente drible no seu marcador, utilizando-se de um toque de letra para dar uma caneta no seu adversário. A jogada chamou a atenção e o portal GloboEsporte.com abriu uma votação para batizá-la, utilizando-se de sugestões de internautas selecionadas pelo vascaíno. A enquete registrou a vitória do nome "Danos Morais".
Em 2008, durante a disputa do Campeonato Brasileiro, o jogador teve alguns problemas dentro do clube. Após uma manifestação de torcedores que entraram na concentração dos jogadores, Morais, alegando problemas psicológicos, pediu para não jogar. Este acontecimento não agradou à diretoria e, após o jogador faltar aos treinos, teve seu salário suspenso. Porém, depois de voltar aos treinos, a suspensão foi retirada. Após isso, o jogador alegou uma lesão que foi desmentida pelo médico do clube e pelo treinador Tita, que afirmou que o problema do jogador era psicológico. Devido a todos esses problemas, a diretoria do clube decidiu aceitar a proposta do Corinthians e o jogador foi emprestado por um ano.
Em sua toda sua passagem pelo profissional do Vasco da Gama, Morais atuou em 193 jogos e marcou 38 gols.

### Corinthians
Foi contratado pelo Corinthians em agosto de 2008, assinando por empréstimo até o ano seguinte. O time paulista comprou o passe do jogador em junho de 2009, com Morais assinando um contrato de três anos com o clube do Parque São Jorge.

### Bahia
No dia 12 de maio de 2010, Morais acertou com o Bahia, por empréstimo, com contrato até o final do ano. Sua estreia foi contra a Ponte Preta, e nela sofreu uma lesão que o deixou fora dos jogos iniciais do Tricolor, retornando a jogar apenas após a pausa para a Copa do Mundo. Apesar da grande expectativa gerada pela sua contratação, o deslanche do jogador no Bahia demorou de acontecer, tendo atuações medianas e, gradualmente, crescendo taticamente em campo, e conquistando a torcida tricolor. Era a volta por cima que Morais tanto desejou. Ele tornou-se peça-chave do time, e com belas exibições já era desejado pelo Corinthians para o ano seguinte. Ao término da Série B, o meia, que foi destaque por ter participado da campanha do acesso, reforçou seu desejo de permanecer no clube baiano.
No dia 4 de janeiro de 2012, Morais retornou ao Bahia em empréstimo até junho, período em que se encerraria o seu contrato com o Corinthians. No entanto, após passar por problemas familiares em junho, o meia decidiu não renovar com o Bahia.

### Atlético Mineiro
No dia 7 de janeiro de 2013, Morais acertou com o Atlético Mineiro. Apesar de não ter sido cogitado na equipe belo-horizontina, o jogador se apresentou, junto com outros colegas, na Cidade do Galo. Morais assinou contrato de um ano, com opção de renovação por mais um ano. Estreou pelo clube no dia 24 de março, num jogo contra o Nacional, em Patos de Minas, válido pelo Campeonato Mineiro. Entrando no segundo tempo, Morais teve boa atuação, criando oportunidades de gol e dando um belo passe para Bernard, que acabou por resultar no terceiro gol do Galo.

### Criciúma
No dia 5 de junho de 2013, Morais fechou contrato com o Criciúma. A contratação foi um pedido do técnico Vadão, que estava carente de armadores no elenco.

### América de Natal
No dia 27 de junho de 2014, Morais foi anunciado pelo América de Natal para a disputa da Série B. O alvirrubro potiguar estava carente de meias armadores na posição, e já havia contratado Arthur Maia (ex-Vitória) e Jefférson (ex-Vasco), mas ambos não corresponderam.

### CRB
Em novembro de 2014, foi anunciado como reforço do CRB para a temporada seguinte, clube no qual chegou na base quando ainda era criança. Em maio de 2015, insatisfeito com o banco de reservas e devido a uma lesão, Morais rescindiu seu contrato com o clube alagoano.

### São Bento
No dia 16 de novembro de 2015, Morais foi anunciado pelo São Bento para a disputa do Campeonato Paulista de 2016.
Após não chegar a um acordo para a renovação do contrato, deixou a equipe no dia 17 de abril de 2017.

### Botafogo-SP
No dia 1 de maio, Morais foi anunciado como novo reforço do Botafogo-SP para a disputa da Série C.

## Seleção Nacional
Morais foi convocado pela primeira vez para a Seleção Brasileira em 2006, para disputar um amistoso contra a Noruega. No entanto, não foi utilizado pelo treinador Dunga e não saiu do banco de reservas. Em 2007 o meia foi pré-convocado para disputar a Copa América na Venezuela, mas por uma lesão acabou ficando de fora.

## Títulos
Vasco da Gama
- Campeonato Carioca: 2003
- Taça Guanabara: 2003
- Taça Rio: 2003 e 2004

Atlético Paranaense
- Campeonato Paranaense: 2005

Corinthians
- Campeonato Brasileiro - Série B: 2008
- Campeonato Paulista: 2009
- Copa do Brasil: 2009
- Campeonato Brasileiro: 2011

Bahia
- Campeonato Baiano: 2012[34]

Atlético Mineiro
- Campeonato Mineiro: 2013

CRB
- Campeonato Alagoano: 2015

### Prêmios individuais
- Jogador do ano: Melhor jogador do Vasco da Gama na temporada 2006